# Паметник на политическите затворници (Битоля)
Паметникът на политическите затворници в Битоля през Втората световна война (на македонска литературна норма: Споменик на политичките затвореници во Битола за време на Втората светска војна) е комунистически мемориален комплекс в град Битоля.
Комплексът е издигнат в близост до Църн мост и реката Драгор в парк на мястото на, което по време на българското управление в годините на Втората световна война е разположен Областният централен затвор. Състои се от каменна призма с релефи и каменна стена с паметни плочи на лежалите в затвора като Георги Наумов (1916 - 1942), Блажо Димитровски (1904 - 1942), Кочо Десано (1920 - 1942).
Затворът е отворен през юли 1942 година и в него са затваряни политически затворници от югозападната част на Македония. От общо 250 затворници, 50 получават смъртни присъди чрез обесване, 20 доживотни, а останалите до 20 години.